# Юнсон, Силла
Ханна Сесилия (Силла) Юнсон, урождённая Франкенхойзер (швед. Hanna Cecilia (Cilla) Johnson; 1 июня 1911, Хельсинки — 6 апреля 2002, Стокгольм) — шведская переводчица художественной литературы, жена писателя Эйвинда Юнсона.

## Биография
Сесилия (Силла) Франкенхойзер родилась в 1911 году в Хельсинки. Её родителями были Карл Франкенхойзер, архитектор, и Ханна Острём. Языком, на котором говорили в семье, был шведский. Окончив школу в Порвоо, Сесилия поступила в университет и окончила его в 1935 году. В тот же период ей несколько раз довелось побывать в Англии у своей бабушки, где она познакомилась с членами группы Блумсбери. В 1940 году Силла Франкенхойзер вышла замуж за писателя Эйвинда Юнсона. У них родилось двое детей.
Изначально Силла Юнсон помогала своему мужу с переводами, которые он делала ради заработка. Однако с 1942 года она начала публиковать собственные переводы художественной литературы с норвежского, датского и английского. В числе переведённых ею авторов — Кнут Гамсун, Сигурд Хуль, Тарьей Весос. С английского языка она переводила произведения Элизабет Гаскелл, Элизабет Боуэн, Элизабет Джейн Говард и Фрэнсис Бёрнетт. В 1988 году её достижения были отмечены премией Шведской академии за лучший перевод. В 1991 году она получила премию Эльсы Тулин.
В 1954 году Силла Юнсон была в числе основателей Шведской ассоциации переводчиков (Svenska Översättarförbundet). С 1968 по 1982 год она работала в Нобелевской библиотеке при Шведской академии (Svenska Akademiens Nobelbibliotek). Стремясь повысить статус профессии переводчика, Юнсон добилась того, чтобы имя переводчика помещалось на титульной странице издания (с тех пор это стало нормой).
Силла Юнсон умерла 6 апреля 2002 года и была похоронена на кладбище Скугсчюркогорден в Стокгольме.